# Paul Hillier

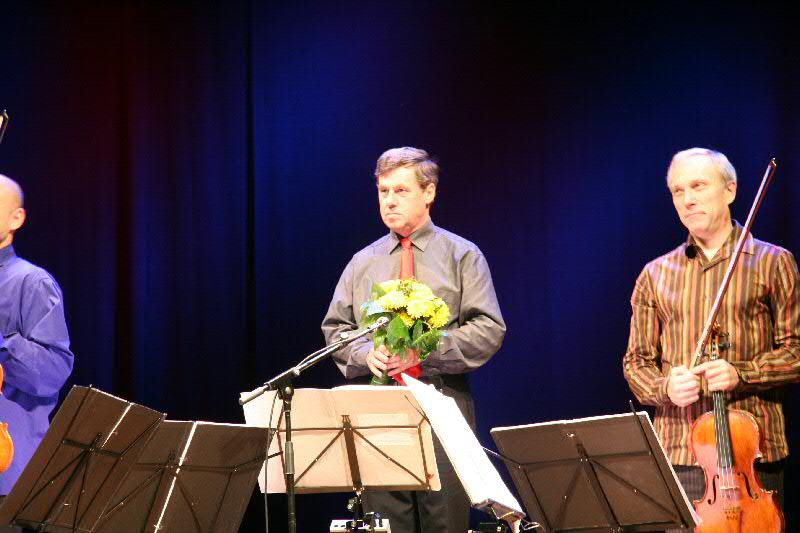
Das „Kronos Quartet“ mit Paul Hillier in Malmö im Herbst 2005

Paul Douglas Hillier (* 9. Februar 1949 in Dorchester, England) ist ein britischer Dirigent, Musikdirektor und Sänger (Bariton). Sein Spezialgebiet sind die Alte Musik und die Neue Musik, besonders die Werke der Komponisten Steve Reich und Arvo Pärt.

## Leben
Hillier studierte an der Guildhall School of Music and Drama. Sein Konzertdebüt gab er im Jahr 1974 im Purcell Room in London.

## Klangkörper
1974 gründete Hillier zusammen mit dem Tenor Paul Elliott und dem Countertenor David James das Hilliard Ensemble. Hillier blieb bis zur Gründung des Theatre of Voices im Jahr 1990 der Leiter des Ensembles. Neben Alter Musik hatte dieser Klangkörper zunehmend ein zeitgenössisches Repertoire. Mit dem 1992 erschienenen Album A Land of Pure Delight nahm Hillier zusammen mit dem Chicagoer Kammerchor His Majestie's Clerkes frühe amerikanische Komponisten wie William Billings auf.
Hillier wurde später Leiter des Instituts für Alte Musik der Jacobs School of Music an der Indiana University Bloomington. Bis zum Jahr 2003, als er das Institut verließ, war er auch Chorleiter der Pro Arte Singers. Von 2001 bis 2007 war Hillier künstlerischer Leiter und Chefdirigent des Estnischen Philharmonischen Kammerchors.
Seit 2003 wurde Hillier zum Chefdirigenten des Vokalensembles Ars Nova in Kopenhagen. 2008 wurde er zum künstlerischen Leiter und Chefdirigenten des Chamber Choir Ireland berufen.
Hillier hat eine Reihe von Solo-Alben aufgenommen, einige davon zusammen mit dem Harfenisten Andrew Lawrence-King. Die Aufnahmen sind bei den Labels Harmonia Mundi, ECM Records, EMI, Finlandia und Hyperion Records erschienen.